# The Next Corner
The Next Corner er en amerikansk stumfilm fra 1924 instrueret af Sam Wood.

## Medvirkende
- Conway Tearle som Robert Maury
- Lon Chaney som Juan Serafin
- Dorothy Mackaill som Elsie Maury
- Ricardo Cortez som Don Arturo
- Louise Dresser
- Remea Radzina som Longueval
- Dorothy Cumming som Paula Vrain
- Bertha Feducha som Julie
- Bernard Siegel